# Cosmiometra leilae
Cosmiometra leilae is een haarster uit de familie Thalassometridae.
De wetenschappelijke naam van de soort werd in 1932 gepubliceerd door Austin Hobart Clark.